# Isoperla acicularis
Isoperla acicularis är en bäcksländeart som först beskrevs av Raymond Justin Marie Despax 1936.  Isoperla acicularis ingår i släktet Isoperla och familjen rovbäcksländor.

## Underarter
Arten delas in i följande underarter:
- I. a. cantabrica
- I. a. guadarramica
- I. a. acicularis